# Notocaulus schoutedeni
Notocaulus schoutedeni är en skalbaggsart som beskrevs av Antoine Boucomont 1928. Notocaulus schoutedeni ingår i släktet Notocaulus och familjen Aphodiidae. Inga underarter finns listade i Catalogue of Life.